# Bonnebosq
Bonnebosq település Franciaországban, Calvados megyében. Lakosainak száma 659 fő (2022. január 1.). Bonnebosq Auvillars, Clarbec, Danestal, Beaufour-Druval, Formentin, Le Fournet és Valsemé községekkel határos.

## Népesség
A település népességének változása:
| Lakosok száma | 636  | 650  | 599  | 696  | 705  | 698  | 677  | 666  | 666  | 659  |
|               | 1968 | 1982 | 1990 | 2006 | 2013 | 2015 | 2017 | 2019 | 2020 | 2022 |